# Vorobjevaia
Vorobjevaia — вимерлий рід тетраподоморфів з девонського періоду Антарктиди. Він містить один вид, Vorobjevaia dolonodon.